# شهرستان شاتویسکی
شهرستان شاتویسکی (به لاتین: Shatoysky District) یک منطقهٔ مسکونی در روسیه است که در چچن واقع شده‌است.